# 왜국대란
왜국대란(일본어: 倭国大乱)은 야요이 시대 말기인 서기 2세기에 고대 일본(왜)에서 일어난 소국들의 내전이다. 삼국지 위지 왜인전에 기록되어 있는데, 이는 서면으로 기록된 일본의 전쟁들 중 가장 오래된 전쟁이다. 180년경 야마타이국의 히미코가 왜를 통합하면서 평화가 회복되었다.
이 '왜국'의 영역은 특정되어 있지 않지만, 고고학적으로는 이전까지 한반도 및 중국과의 교역에 의해 압도적으로 우세했던 북부 규슈 세력에 비해 후대의 이즈모국이나 기비국에 해당하는 지역에 마키무쿠형 전방후원분의 출현으로 이어지는 대규모의 야요이분구묘가 출현하는 시기와 겹치기 때문에 일본 전역 규모로 이루어진 최초의 대규모 전쟁(내전)이라는 의견도 있다.
히미코를 일본서기에 하시하카고분의 피장자로 전해지는 야마토토토히모모소히메노미코토(倭迹迹日百襲姫命)와 동일 인물로 보기도 한다. 이 경우 고사기와 일본서기에 기록된 야마토토토히모모소히메노미코토의 생존 시기에 일어난 전란으로 다케하니야스히코노미코토(武埴安彦命)의 반란이나 다케메나카와와케(武渟川別)에 의한 이즈모후루네(出雲振根) 살해, 키비쓰히코노미코토(吉備津彦命)에 의한 우라(温羅) 토벌이 왜국대란에 대한 기억을 반영하는 것이라고 보기도 한다.
그 밖에 이즈모의  위원중국 평정나 진무 동정 전승에 비정하는 설도 있다.

## 같이 보기
- 왜5왕

## 서지
- Brown, Delmer M.; Hall, John Whitney (1993). 《The Cambridge History of Japan: Ancient Japan》. Cambridge University Press. ISBN 978-0-521-22352-2. 2011년 3월 24일에 확인함.
- Dykstra, Yoshiko Kurata (2001). 《Sources of Japanese Tradition: From earliest times through the sixteenth century》. Columbia University Press. ISBN 978-0-231-12139-2. 2011년 6월 17일에 확인함.
- Kidder, Jonathan Edward (March 2007). 《Himiko and Japan's elusive chiefdom of Yamatai: archaeology, history, and mythology》. University of Hawaii Press. ISBN 978-0-8248-3035-9. 2011년 6월 17일에 확인함.
- Metevelis, Peter J. (2002). 《Myth in History》. Mythological Essays 2. iUniverse. ISBN 0-595-22950-6.